# 1996 BY1
1996 BY1 är en asteroid i huvudbältet som upptäcktes den 24 januari 1996 av den japanska astronomen Takao Kobayashi vid Ōizumi-observatoriet.
Asteroiden har en diameter på ungefär 6 kilometer och den tillhör asteroidgruppen Gefion.